# Витязівка
Ви́тязівка — село в Україні, у Кетрисанівській сільській громаді Кропивницького району Кіровоградської області. Населення становить 1041 осіб. Колишній центр Витязівської сільської ради.

## Історія
Станом на 1886 рік у селі, центрі Витязівської волості Єлизаветградського повіту Херсонської губернії, мешкало 518 осіб, налічувалось 107 дворових господарств, існували православна церква, земська станція та 5 лавок, відбувались базари щонеділі. За 7 верст — православна церква.
До 1959 року було районним центром Кіровоградської області.
Тут працював в райкомі комсомолу письменник Віталій Логвиненко. Про роботу райкому він написав роман «Літа молодії».
Уродженцями Витязівки є Денис Осадчий та Іван Індик, удостоєні звання Героя Радянського Союзу (посмертно) за героїзм під час німецько-радянської війни.
Село належало до Бобринецького району до його ліквідації 17 липня 2020 року.

## Населення
Згідно з переписом УРСР 1989 року чисельність наявного населення села становила 1315 осіб, з яких 590 чоловіків та 725 жінок.
За переписом населення України 2001 року в селі мешкала 1041 особа.

### Мова
Розподіл населення за рідною мовою за даними перепису 2001 року:
| Мова       | Відсоток |
| ---------- | -------- |
| українська | 95,00 %  |
| російська  | 2,40 %   |
| вірменська | 1,06 %   |
| білоруська | 0,86 %   |
| молдовська | 0,48 %   |
| румунська  | 0,10 %   |
| угорська   | 0,10 %   |

## Освіта
Перший запис про школу у селі Витязівці з'явився у 1869 році[джерело?]. Це була парафіяльна школа, у якій навчалося 63 учнів. У 1885 році школа стає церковнопарафіяльною. Навчання було платним. Здобували знання 47 учнів. На початку 20 століття засновано двокласну земельну школу.
У 1920 році з метою ліквідації письменності створено трудову школу (109 учнів)[джерело?].
У 1927 році на базі трудової школи почала працювати семирічка.
У 1934 році школа набула статусу середньої. 28 учителів навчали 520 учнів[джерело?].
У 1977 школа перейшла в нове, нині діюче приміщення.